# جورج لورانس برايس
جورج لورانس برايس (بالإنجليزية: George Lawrence Price )‏ كان جنديًّا كندي وهو آخر جندي من جنود الإمبراطورية البريطانية يُقتل في الحرب العالمية الأولى.

## نشأته
ولد في بلدة فالموث نوفا اسكوتشيا في 15 ديسمبر 1892، وترعرع في شارع الكنيسة والمسمى الآن بورت ويليامز. عاش في موز جاو وجند في 15 أكتوبر 1917م، وكان جندياً في الكتيبة الثامنة والعشرين.

## الحادي عشر من نوفمبر 1918م
شارك في دخول قرية هافر الصغيرة، ودخل إلى قرية فيل سور هاين تحت وابل من نيران المدفعية الألمانية، أراد الهجوم على مواقع إطلاق النيران وعند دخوله المنزل الذي يعتقد بأن النيران جاءت منه وجد بأن الألمان قد غادروا المنزل من الباب الخلفي</ref> Bridger, Geoff (2009). The Great War Handbook. Barnsley: Pen & Sword. p. 182.</ref>، وتلقى رصاصة قاتلة في الصدر أطلقت من قناصٍ ألماني، وتوفي في الساعة 10:58 صباحاً من ذلك اليوم قبل دقيقتين من دخول هدنة وقف إطلاق النار حيز التنفيذ والتي أنهت الحرب.

## الدفن
في مقبرة هافر القديمة.